# Les Enfants de la liberté
Pour les articles homonymes, voir Les Enfants de la liberté (homonymie).
Les Enfants de la liberté est le titre du septième roman de Marc Lévy paru le 4 mai 2007. L'auteur y raconte de façon romancée l'histoire de son père et de son oncle, Raymond et Claude Lévy, juifs et résistants, membres de la 35e brigade Marcel Langer, des Francs-tireurs et partisans - Main-d'œuvre immigrée (FTP-MOI) toulousains.

## Personnages
- Jeannot : narrateur, 18 ans en 1943, étudiant binoclard aux yeux bleus, aussi connu sous son vrai nom, Raymond
- Claude : petit-frère de Jeannot, 17 ans
- Marcel Langer : premier chef de la 35e|brigade portant son nom
- Jan Gerhard : chef des opérations au sein de la Brigade
- Jacques Insel : recruteur de Jeannot et Claude
- Charles Michalak : omnipotent au sein de la Brigade, couverture : jardinier
- Robert : trompe-la-mort, tireur de précision au sein de la brigade, vrai nom : Lorenzi